# Diocesi di Norwich (Stati Uniti d'America)
La diocesi di Norwich (in latino Dioecesis Norvicensis) è una sede della Chiesa cattolica negli Stati Uniti d'America suffraganea dell'arcidiocesi di Hartford. Nel 2023 contava 228.520 battezzati su 669.430 abitanti. È retta dal vescovo Richard Francis Reidy.

## Territorio
La diocesi comprende quattro contee nel Connecticut, negli Stati Uniti d'America: Middlesex, New London, Tolland e Windham. Appartiene alla diocesi anche la piccola Fishers Island, parte della contea di Suffolk, nello stato di New York.
Sede vescovile è la città di Norwich, dove si trova la cattedrale di San Patrizio (Cathedral of Saint Patrick).
Il territorio si estende su 5.121 km² ed è suddiviso in 51 parrocchie.

## Storia
La diocesi è stata eretta il 6 agosto 1953 con la bolla Divina illa di papa Pio XII, ricavandone il territorio dalla diocesi di Hartford, che nel contempo è stata elevata ad arcidiocesi metropolitana.
Il 16 febbraio 1961, con la lettera apostolica Qui in via, papa Giovanni XXIII ha proclamato San Patrizio e Sant'Anna patroni principali della diocesi.

### Accuse di molestie sessuali su minori
Il 10 febbraio 2019 la diocesi di Norwich ha diffuso una lista di 43 membri del clero accusati in modo credibile di molestie sessuali su bambini avvenute nella Mount Saint John School di Deep River tra la metà degli anni '80 fino al 2000. Altri tre nomi sono stati aggiunti a questa lista il 22 febbraio 2019.
Il 15 luglio 2021 il vescovo Michael Richard Cote ha annunciato che a causa di circa 60 denunce di abuso contro la diocesi relative alla Mount Saint John School di Deep River, la diocesi di Norwich ha presentato istanza di fallimento secondo il Chapter 11, in quanto le passività previste a seguito delle cause sono stimate tra i 50 e i 100 milioni di dollari, a fronte di un patrimonio stimato tra i 10 e i 50 milioni di dollari.

## Cronotassi dei vescovi
Si omettono i periodi di sede vacante non superiori ai 2 anni o non storicamente accertati.
- Bernard Joseph Flanagan † (1º settembre 1953 - 8 agosto 1959 nominato vescovo di Worcester)
- Vincent Joseph Hines † (27 novembre 1959 - 5 giugno 1975 dimesso)
- Daniel Patrick Reilly † (5 giugno 1975 - 27 ottobre 1994 nominato vescovo di Worcester)
- Daniel Anthony Hart (12 settembre 1995 - 11 marzo 2003 ritirato)
- Michael Richard Cote (11 marzo 2003 - 3 settembre 2024 ritirato)[7]
- Richard Francis Reidy, dal 12 febbraio 2025

## Statistiche
La diocesi nel 2023 su una popolazione di 669.430 persone contava 228.520 battezzati, corrispondenti al 34,1% del totale.
| anno | popolazione | popolazione | popolazione | presbiteri | presbiteri | presbiteri | presbiteri                | diaconi | religiosi | religiosi | parrocchie |
| anno | battezzati  | totale      | %           | numero     | secolari   | regolari   | battezzati per presbitero | diaconi | uomini    | donne     | parrocchie |
| ---- | ----------- | ----------- | ----------- | ---------- | ---------- | ---------- | ------------------------- | ------- | --------- | --------- | ---------- |
| 1966 | 182.084     | 458.750     | 39,7        | 243        | 146        | 97         | 749                       |         | 158       | 548       | 70         |
| 1970 | 192.576     | 414.919     | 46,4        | 282        | 208        | 74         | 682                       |         | 129       | 365       | 70         |
| 1976 | 191.382     | 552.300     | 34,7        | 203        | 134        | 69         | 942                       |         | 112       | 423       | 71         |
| 1980 | 195.852     | 577.900     | 33,9        | 221        | 144        | 77         | 886                       | 4       | 131       | 338       | 74         |
| 1990 | 209.755     | 630.400     | 33,3        | 208        | 131        | 77         | 1.008                     | 47      | 222       | 344       | 77         |
| 1999 | 224.259     | 638.244     | 35,1        | 207        | 143        | 64         | 1.083                     | 49      | 26        | 287       | 78         |
| 2000 | 225.016     | 633.772     | 35,5        | 169        | 105        | 64         | 1.331                     | 40      | 124       | 271       | 78         |
| 2001 | 226.408     | 632.726     | 35,8        | 173        | 111        | 62         | 1.308                     | 41      | 115       | 263       | 78         |
| 2002 | 227.349     | 659.614     | 34,5        | 171        | 109        | 62         | 1.329                     | 58      | 150       | 252       | 78         |
| 2003 | 227.446     | 669.614     | 34,0        | 167        | 107        | 60         | 1.361                     | 59      | 141       | 237       | 78         |
| 2004 | 228.520     | 674.804     | 33,9        | 167        | 107        | 60         | 1.368                     | 59      | 114       | 237       | 78         |
| 2013 | 242.000     | 710.439     | 34,1        | 150        | 99         | 51         | 1.613                     | 55      | 143       | 176       | 76         |
| 2016 | 228.520     | 707.230     | 32,3        | 136        | 88         | 48         | 1.680                     | 48      | 165       | 145       | 76         |
| 2019 | 230.108     | 705.545     | 32,6        | 125        | 86         | 39         | 1.840                     | 50      | 66        | 138       | 76         |
| 2021 | 232.460     | 710.300     | 32,7        | 118        | 83         | 35         | 1.970                     | 57      | 74        | 123       | 58         |
| 2023 | 228.520     | 669.430     | 34,1        | 111        | 79         | 32         | 2.058                     | 55      | 63        | 113       | 51         |